# حزب الشعب الجمهوري (تركيا)
حزب الشعب الجمهوري (بالتركية: Cumhuriyet Halk Partisi) ويعرف اختصاراً (CHP) هو حزب سياسي اجتماعي ديمقراطي اشتراكي علماني يحمل الأفكار الكمالية في تركيا. يعتبر أقدم حزب سياسي في تاريخ تركيا، ويشكل المعارضة الرئيسية في البرلمان التركي. ويصف الحزب نفسه بأنه «حزب ديمقراطي اجتماعي حديث، مخلص لمبادئ وقيم المؤسسة للجمهورية التركية». وحزب الشعب الجمهوري هو المؤسس للجمهورية التركية الحديثة. يتكون شعار الحزب من 6 أسهم بيضاء على خلفية حمراء تمثل هذه الأسهم المبادئ الرئيسية للفكر الكمالي وهي (الحكم الجمهوري، القومية، سيطرة الدولة، الشعبوية، واللائكية والإصلاحية.
تأسس الحزب سنة 1919 خلال مؤتمر سيفاس كاتحاد لمجموعات الكفاح ضد الغزو اليوناني للأناضول، مثّل هذا الاتحاد جبهة موحدة للشعب التركي خلال حرب الاستقلال التركية (1919 - 1923). أعلن عن الحزب كمنظمة سياسية في 9 سبتمبر 1923، وأعلن الحزب قيام الدولة التركية في 29 أكتوبر 1923. وقد أعلن الحزب التسمية الجديدة له «حزب الشعب الجمهوري» (CHP) مع انتقال تركيا لفترة الحزب الواحد.
خلال فترة الحزب الواحد في تركيا أصبح حزب الشعب الجمهوري المنظمة السياسية الرئيسية في البلاد، رغم ذلك واجه حزبين معارضين في ذلك الوقت، تم تأسيس الحزبين بناءً على طلب من زعيم حزب الشعب الجمهوري ومؤسس الجمهورية التركية الحديثة مصطفى كمال أتاتورك، بهدف إقامة ديمقراطية متعددة الأقطاب في تركيا. الحزب الأول كان الحزب الجمهوري التقدمي والذي أسسه الجنرالين كاظم كارابكير وعلي فؤاد باشا، واللذان شاركا في حرب الاستقلال التركية، والحزب الثاني كان الحزب الجمهوري الليبرالي والذي أسسه علي فتحي أوكيار سنة 1930. حُظر الحزبان بعد عدة أشهر من إنشائهما لانحراف أفكار الحزبين باتجاه الإسلاموية. وبعد هذه التجربة أنشئ نوري ديميراغ حزب التنمية الوطنية سنة 1945.
تم تكوين الهيكل الحالي للحزب خلال التحول لفترة التعددية الحزبية في تركيا. وبعد انتهاء الحرب العالمية الثانية قدّم زعيم الحزب آنذاك عصمت إينونو أول انتخابات ديمقراطية متعددة الأحزاب، وفاز بها حزب الشعب الجمهوري. تناقصت شعبية الحزب في السنوات الأربع التي تلت فوزه بالانتخابات، لذلك خسر الحزب انتخابات سنة 1950 وفاز فيها جلال بايار.
بعد فترة الانقلابات العسكرية في تركيا في السنوات 1960، و 1971، و 1980 كانت النظرة للحزب خلال هذه الفترات أنه حزب اشتراكي ديمقراطي (عضو في الاشتراكية الدولية) كما كان يعتبر حزب قومي مدني علماني.
بعد انقلاب عام 1980 منعت جميع الأحزاب من العمل في تركيا ومن ضمنها حزب الشعب الجمهوري من قبل المجلس العسكري، وفي عام 1984 تم إنشاء حزب بديل باسم حزب اليسار الديمقراطي (DSP) من قبل العضو السابق في حزب الشعب الجمهوري بولنت أجاويد، وما يزال هذا الحزب موجوداً حتى الآن. ومع ذلك أُعيد تشكيل حزب الشعب الجمهوري باسمه الأصلي 9 سبتمبر 1992 بمشاركة غالبية الأعضاء الذين كانوا موجودين في الحزب قبل عام 1980.

## التاريخ
يعود أصل حزب الشعب الجمهوري إلى منظمات المقاومة، المعروفة باسم جمعيات الدفاع عن الحقوق، التي تم إنشاؤها في أعقاب الحرب العالمية الأولى في حرب الاستقلال التركية. في مؤتمر سيواس، قام مصطفى كمال (أتاتورك) باشا وزملاؤه بتوحيد جمعيات الدفاع عن الحقوق في جمعية الدفاع عن الحقوق الوطنية للأناضول وروميليا (إيه دي إن آر إيه آر)، ودعوا إلى إجراء انتخابات في الإمبراطورية العثمانية لانتخاب الممثلين المرتبطين بالمنظمة في لجنة التمثيل. سرعان ما انتقلت لجنة التمثيل إلى أنقرة وشكلت الجمعية الوطنية الكبرى كبرلمان مضاد من الحكومة العثمانية في إسطنبول. هزمت قوات الجمعية الوطنية الكبرى عسكريًا اليونان وفرنسا وأرمينيا وأطاحت بالحكومة العثمانية وألغت النظام الملكي. بعد انتخابات عام 1923، تم تحويل (إيه دي إن آر إيه آر) إلى حزب سياسي يسمى حزب الشعب (هالك فيركاسي). بسبب إجماع البرلمان الجديد، تم إعلان الجمهورية ومن ثم التصديق على معاهدة لوزان وإلغاء الخلافة في العام التالي.
في عام 1924، أسفرت معارضة مصطفى كمال عن تأسيس الحزب الجمهوري التقدمي (تي سي إف). ردًا على تأسيس الحزب، غيّر حزب الشعب بزعامة مصطفى كمال اسمه إلى حزب الشعب الجمهوري (جمهوريت هالك فيركاسي، وسرعان ما أصبح معروفًا باسم جمهوريت هالك بارتيسي) (سي إتش بي). كان نشاط حزب (تي سي إف) قصير الأمد. واجه الحزب مزاعم بالتورط مع تمرد الشيخ سعيد والتآمر لاغتيال مصطفى كمال في قضية محاولة اعتياله في أزمير وأغلقته الحكومة في 5 يونيو. من عام 1925 حتى عام 1946، كانت تركيا تحت حكم الحزب الواحد، مع انقطاع واحد؛ تجربة أخرى قصيرة لسياسة المعارضة من خلال تشكيل الحزب الجمهوري الليبرالي.
في الفترة ما بين 1925-1930، أدخل حزب الشعب الجمهوري إصلاحات شاملة لتحويل تركيا إلى دولة حديثة. في الفترة ما بين 1930-1939، غيّر الحزب نفسه وحاول توسيع أيديولوجيته (على سبيل المثال، تم اعتماد «السهام الستة» في عام 1930). في الاتفاقية الثالثة للأطراف، أوضحت نهجها تجاه الأقليات الدينية للمسيحيين واليهود وقبولهم كأتراك حقيقيين طالما أنهم يلتزمون بالمثل الأعلى الوطني ويستخدمون اللغة التركية. في 12 نوفمبر عام 1938، في اليوم التالي لوفاة مصطفى كمال أتاتورك، انتخب حليفه عصمت إينونو الرئيس الثاني وتولى قيادة حزب الشعب الجمهوري. شهدت رئاسة إينونو ضم ولاية هاتاي وإنشاء معاهد القرى. تبنى إينونو سياسة الحياد على الرغم من محاولات الحلفاء وقوى المحور لإدخال تركيا في الحرب العالمية الثانية. كان الحزب مرتبطًا بمعاداة الشيوعية.
في أعقاب الحرب العالمية الثانية، دعا إينونو إلى انتخابات عامة متعددة الأحزاب في عام 1946 - وهي أول انتخابات متعددة الأحزاب في تاريخ البلاد. أسفرت الحركة ذات التوقيعات الأربعة عن استقالة بعض أعضاء حزب الشعب الجمهوري الذين أسسوا الحزب الديمقراطي (دي بي) الذي تحدى الحزب في الانتخابات. كانت النتيجة فوز حزب الشعب الجمهوري، الذي حصل على 395 مقعدًا من أصل 465 وسط انتقادات بأن الانتخابات لم ترق إلى المعايير الديمقراطية. ومع ذلك، بعد أربع سنوات، أجريت انتخابات عامة أكثر حرية ونزاهة في عام 1950 أدت إلى خسارة حزب الشعب الجمهوري للسلطة أمام الحزب الديمقراطي. ترأس إينونو عملية انتقال سلمي للسلطة. كانت انتخابات عام 1950 بمثابة نهاية لحكومة الأغلبية الأخيرة لحزب الشعب الجمهوري. لم يتمكن الحزب من استعادة الأغلبية البرلمانية في أي انتخابات لاحقة منذ ذلك الحين.
نظرًا لنظام الفائز يأخذ كل شيء المعمول به خلال الخمسينيات من القرن العشرين، حقق الحزب الديمقراطي انتصارات ساحقة في الانتخابات التي كانت معقولة تقريبًا، ما يعني أن حزب الشعب الجمهوري كان في المعارضة لمدة 10 أعوام. في مؤتمره التاسع عام 1951، أُسّس فرع الشباب والفرع النسائي. في عام 1953، تم اقتراح إنشاء نقابات عمالية وغرف مهنية وأضيف الحق في الإضراب للعمال إلى برنامج الحزب. أُلغي الحزب الديمقراطي بعد الانقلاب العسكري عام 1960، وتم شنق رئيس الوزراء عدنان منديريس ووزير الخارجية فاتن روستو زورلو ووزير المالية حسن بولاتكان في سجن جزيرة إمرالي. منذ ذلك الحين، هاجمت الأحزاب اليمينية حزب الشعب الجمهوري باستمرار لتورطه المتصور في شنق عدنان منديريس.
مع إصلاح القانون الانتخابي الذي وضع التمثيل النسبي، برز حزب الشعب الجمهوري كأول حزب في الانتخابات العامة لعام 1961، وشكّل ائتلافًا كبيرًا إلى جانب حزب العدالة، خليفة للحزب الديمقراطي. كانت هذه أول حكومة ائتلافية في تركيا وقد استمرت سبعة أشهر فقط. تمكن إينونو من تشكيل حكومتين أيضًا مع أحزاب أخرى حتى انتخابات عام 1965. ساهم بولنت إسيفيت، زعيم حركة اليسار الديمقراطي في حزب الشعب الجمهوري، في تبنّي الحزب لبرنامج يسار الوسط (أورتانيان سولو) لتلك الانتخابات. ظلّ إينونو زعيمًا للمعارضة ولحزب الشعب الجمهوري حتى 8 مايو عام 1972 عندما أطاح به إيسيفيت كزعيم للحزب في مؤتمر حزبي. تولّى فيسيفيت دورًا يساريًا متميزًا في السياسة، وعلى الرغم من بقائه قوميًا بشدة، إلا أنه حاول تطبيق الاشتراكية في أيديولوجية حزب الشعب الجمهوري. ازداد دعم الحزب عندما أصبح إيسيفيت رئيسًا للوزراء في عام 1974 وغزا قبرص. حصل حزب الشعب الجمهوري على أفضل نتيجة له على الإطلاق في انتخابات حرة ونزيهة متعددة الأحزاب في عهد إيسيفيت عندما حصل الحزب في عام 1977 على 41% من الأصوات. تميزت فترة السبعينيات بتناوب بين حزب الشعب الجمهوري وحزب العدالة بالإضافة إلى العنف السياسي الشديد. انتهى ذلك بانقلاب عسكري في عام 1980، والذي حظر أيضًا جميع الأحزاب السياسية.
بعد الانقلاب العسكري عام 1980، تم سجن السياسيين قبل عام 1980 ومنعهم من الدخول في المجال السياسي وتم حظر اسم «حزب الشعب الجمهوري» بالكامل. حتى عام 1998، كان يحكم تركيا حزب الوطن الأم من يمين الوسط (إيه إن إيه بي) وحزب الطريق القويم (دي واي بي)، وهما خلفاء غير رسميين للحزب الديمقراطي وحزب العدالة. أنشأ أنصار حزب الشعب الجمهوري أحزابًا خلف. بحلول عام 1985، قام إردال إينونو، نجل عصمت إينونو، بتوحيد حزبين خلفا لتشكيل الحزب الشعبوي الديمقراطي الاجتماعي (إس إتش بي) بينما تم تشكيل حزب اليسار الديمقراطي من قبل راهشان إيسيفيت، زوجة بولنت إيسيفيت (تولى بولنت إيسيفيت الحزب الديمقراطي الاجتماعي في عام 1987). بعد رفع الحظر المفروض على السياسيين قبل عام 1980 في عام 1987، أعاد دينيز بايكال حزب الشعب الجمهوري في عام 1992 واندمج حزب الشعب الجمهوري عام 1995. ومع ذلك، ظل (دي إس بي) الخاص بـإيفيسيت منفصلًا ولم يندمج حتى يومنا هذا مع حزب الشعب الجمهوري الذي تم إصلاحه. بينما كان حزب الشعب الجمهوري بزعامة بايكال أكثر وسطية مقارنة بـالأخير، أشار المراقبون إلى أن الحزبين ما يزالان يتمتعان بأيديولوجيات مماثلة ويقسمان تصويت الكماليين. من عام 1991 حتى عام 1996، دخل حزب الشعب الجمهوري ثم حزب الشعب الجمهوري في حكومات ائتلافية مع حزب الشعب الديمقراطي. في عام 1998، بعد استقالة ائتلاف الرفاه - الحزب الديمقراطي التقدمي في أعقاب «الانقلاب ما بعد الحداثة» في 28 فبراير، دعم حزب الشعب الجمهوري حكومة ائتلافية من حزب العمل الوطني والحزب الديمقراطي التقدمي والحزب الديمقراطي التركي. ومع ذلك، بسبب فضيحة توركبنك، سحب حزب الشعب الجمهوري دعمه من التحالف وساعد في إسقاط الحكومة بالتصويت بحجب الثقة. شكل (دي إس بي) التابع لإيفيسيت حكومة مؤقتة، تم خلالها القبض على زعيم حزب العمال الكردستاني عبد الله أوجلان في كينيا. لذلك، في انتخابات عام 1999، استفاد الحزب الديمقراطي الاجتماعي بشكل كبير في استطلاعات الرأي على حساب حزب الشعب الجمهوري، وفشل الحزب في تجاوز عتبة 10% (8.7% صوت)، ولم يفز بأي مقاعد في البرلمان.
في الانتخابات العامة لعام 2002، عاد حزب الشعب الجمهوري بنسبة 20% من الأصوات ولكن 32% من المقاعد في البرلمان إذ حصل فقط على حزب العدالة والتنمية (إيه كيه بي) فوق عتبة 10% لدخول البرلمان. مع انهيار (دي إس بي)، كان حزب الشعب الجمهوري هو الحزب الكمالي الرئيسي في تركيا وحزب يسار الوسط. أصبح ثاني أكبر حزب وحزب المعارضة الرئيسي، وهو المنصب الذي احتفظ به منذ ذلك الحين. منذ انتخابات عام 2002 الدراماتيكية، واجه حزب الشعب الجمهوري صراعات داخلية على السلطة، وتفوقت عليه حكومات حزب العدالة والتنمية مع رجب طيب أردوغان. انتقد الكثيرون من اليسار قيادة حزب الشعب الجمهوري، وخاصة بايكال، الذي اشتكوا من أنه يخنق حزب الدماء الصغيرة من خلال إبعاد الشباب الذين يتحولون إما إلى اللامبالاة أو التصويت لحزب العدالة والتنمية. بين عامي 2002 و 2010، أجرت تركيا ثلاث انتخابات عامة وانتخابات محلية، حصل فيها حزب الشعب الجمهوري على 18-23% من الأصوات. في 10 مايو عام 2010، أعلن دينيز بايكال استقالته من منصبه كزعيم لحزب الشعب الجمهوري بعد تسريب شريط فيديو سري له مع امرأة في السرير إلى وسائل الإعلام. تم انتخاب كمال قلجدار أوغلي ليكون زعيم الحزب الجديد، وأعاد الحزب إلى موقعه التقليدي من يسار الوسط الذي أنشأه بولنت إيسيفيت. ومع ذلك، حتى مع وجود قلنجدار أوغلي على رأس الحزب، بعد أربع انتخابات عامة لم يفز حزب الشعب الجمهوري بالانتخابات إذ حصل على 22 و 26% فقط من الأصوات في الانتخابات البرلمانية. خسر حزب الشعب الجمهوري ومرشح حزب الحركة القومية المشترك للانتخابات الرئاسية لعام 2014 أكمل الدين إحسان أوغلي أمام أردوغان بنسبة 38% فقط من الأصوات.
في الانتخابات العامة لعام 2018، أنشأ حزب الشعب الجمهوري والحزب الجيد والحزب الديمقراطي تحالف الأمة لتحدي حزب العدالة والتنمية وتحالف الشعب. على الرغم من تخفيض تصويت حزب الشعب الجمهوري إلى 22%، إلا أن التصويت الاستراتيجي للأحزاب الأخرى أسفر عن 33% من الأصوات. مرشحهم للرئاسة: حصل محرم إينجه على 30% فقط من الأصوات. أعيد تأسيس تحالف الأمة للانتخابات المحلية لعام 2019، والتي شهدت مكاسب كبيرة لحزب الشعب الجمهوري إذ استحوذ على ما يقرب من 30% من الناخبين ورؤساء بلديات إسطنبول وأنقرة. يعتبر البعض أن رئيسيهم الجددين أكرم إمام أوغلي ومنصور يافاش مرشحين محتملين للانتخابات الرئاسية المقبلة لعام 2023. يواصل قلنجدار أوغلي وزعيمة الحزب الجيد ميرال أكشينار التعاون الوثيق كأحزاب معارضة، ويكسب الحزبان في استطلاعات الرأي بسبب الأزمة الاقتصادية المستمرة وسوء إدارة الحكومة لجائحة فيروس كورونا في تركيا.

## الوضع الحالي للحزب
حزب الشعب الجمهوري هو حزب سياسي يصنف على أنه وسطي يساري وله علاقات تقليدية مع الطبقات الوسطى والعليا مثل عمال الياقات البيضاء والجنرالات المتقاعدين والبيروقراطيين الحكوميين والأكاديميين وطلاب الجامعات والمثقفين اليساريين والنقابات العمالية مثل اتحاد النقابات العمالية التقدمية. في المقابل يعارض الحزب بعض النقابات وغرف التجارة ومعظم المنظمات غير الحكومية، مما أدى لعزل العديد من الناخبيين عن الحزب. كما وساهم ازدياد الفجوة بين الحزب وبعض القواعد اليسارية، خاصة اليساريين الأكراد، في إبعاد الحزب عن اليسار السياسي.

## القادة التاريخيون للحزب
| الترتيب                                              | الاسم (ولد - توفى)             | الصورة                | تاريخ زعامته للحزب | تاريخ زعامته للحزب |
| ---------------------------------------------------- | ------------------------------ | --------------------- | ------------------ | ------------------ |
| 1                                                    | مصطفى كمال أتاتورك (1881–1938) | Mustafa Kemal Atatürk | 9 سبتمبر 1923      | 10 نوفمبر 1938     |
| 2                                                    | عصمت إينونو (1884–1973)        |                       | 26 ديسمبر 1938     | 8 مايو 1972        |
| 3                                                    | بولنت أجاويد (1925–2006)       | Bülent Ecevit         | 14 مايو 1972       | 30 أكتوبر 1980     |
| حظر الحزب من العمل السياسي بسبب انقلاب 1980 في تركيا |                                |                       |                    |                    |
| 4                                                    | دنيز بايقال (1938–)            | Deniz Baykal          | 9 سبتمبر 1992      | 18 فبراير 1995     |
| 5                                                    | حكمت تشيتين (1937–)            | Hikmet Çetin          | 18 فبراير 1995     | 9 سبتمبر 1995      |
| (4)                                                  | دنيز بايقال (1938–)            | Deniz Baykal          | 9 سبتمبر 1995      | 23 مايو 1999       |
| 6                                                    | ألتان أيمن (1932–)             |                       | 23 مايو 1999       | 30 سبتمبر 2000     |
| (4)                                                  | دنيز بايقال (1938–)            | Deniz Baykal          | 30 سبتمبر 2000     | 10 مايو 2010       |
| 7                                                    | كمال قلجدار أوغلي (1948–)      | Kemal Kılıçdaroğlu    | 22 مايو 2010       | 5 نوفمبر 2023      |
| 8                                                    | أوزغور أوزيل (1974–)           | Özel                  | 5 نوفمبر 2023      | حتى الآن           |

## وصلات خارجية
- الموقع الرسمي